# Eichenhausen (Wülfershausen an der Saale)

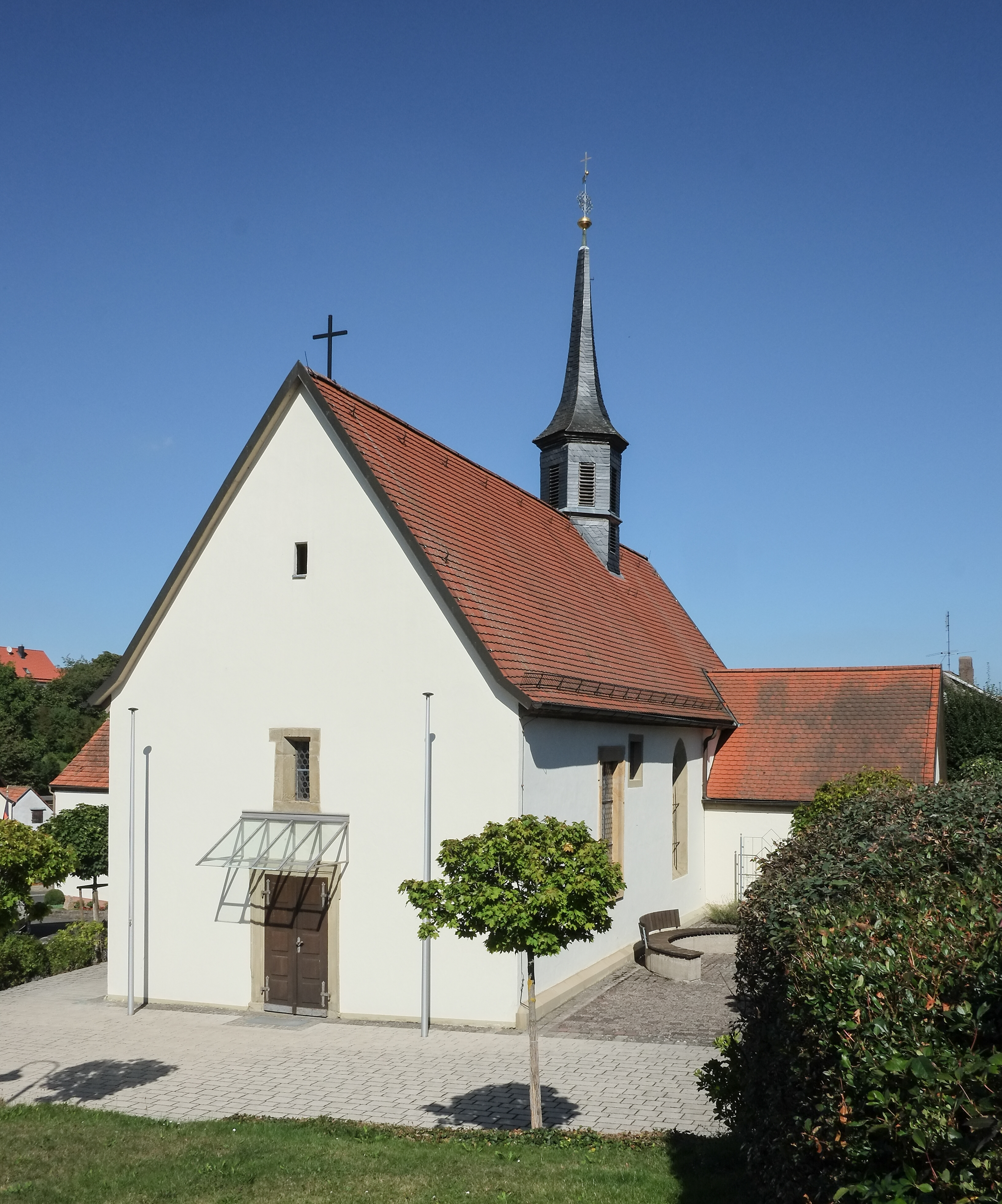
St. Anna

Gemeindehaus

Eichenhausen ist ein Gemeindeteil der Gemeinde Wülfershausen an der Saale im unterfränkischen Landkreis Rhön-Grabfeld in Bayern. Die Gemarkung Eichenhausen hat eine Fläche von 4,655 km². Sie ist in 1117 Flurstücke aufgeteilt, die eine durchschnittliche Flurstücksfläche von 4167,54 m² haben. In ihr liegen neben dem namensgebenden Ort die Gemeindeteile Schloßmühle und Taubachsmühle.

## Lage
Das Kirchdorf liegt an einem namenlosen linken Zufluss des Taubachs. Die Kreisstraße NES 3 führt die Bundesautobahn 71 überbrückend nach Rödelmaier (2 km westlich) bzw. zur Bundesstraße 279 bei der Taubachsmühle (1,2 km nordöstlich). Ein Anliegerweg führt zur Schloßmühle (0,3 km südöstlich).

## Geschichte
Eichenhausen wurde 822 in einer Schenkungsurkunde erstmals erwähnt, als die vormaligen Eigentümer, drei edle Frauen, das Dorf dem Kloster Neustadt schenkten. Der Ort lag im Fraischbezirk des würzburgischen Amtes Sulzfeld. Das Rittergut war ein hennebergisches Lehen und gehörte den Voiten zu Salzburg, die dem Ritterkanton Rhön-Werra zugehörig waren. Ansonsten war der Großteil des Ortes ein würzburgisches Lehen. Gegen Ende des 18. Jahrhunderts bestand der Ort aus 52 Anwesen mit 245 Einwohnern.
Mit dem Gemeindeedikt (frühes 19. Jahrhundert) entstand die Ruralgemeinde Eichenhausen, zu der Schloßmühle und Taubachsmühle gehörten. Sie unterstand in Verwaltung und Gerichtsbarkeit dem Landgericht Neustadt an der Saale. Zum Ort gehörte ein „guter und reichhaltiger rother Sandsteinbruch“. Im Zuge der Gebietsreform in Bayern wurde die Gemeinde Eichenhausen am 1. Mai 1978 in die Gemeinde Wülfershausen eingegliedert.

## Baudenkmäler
In Eichenhausen gibt es 13 Baudenkmäler:
- Lautergasse 1: Gemeindehaus
- Ortsstraße 20: Gasthaus
- Ortsstraße 34: Pforte mit Vorhangbogen
- Sankt-Anna-Platz 3: St. Anna
- Schloßhof 3: Ehemaliges Schloss mit Nebengebäude
- Fünf Bildstöcke, ein Heiligenhäuschen
- Friedhof: Friedhofskreuz, Grabplatte

## Bodendenkmäler
In der Gemarkung Völkershausen gibt es zwei Bodendenkmäler:
- Archäologische Befunde im Bereich der Kirche und des Schlosses